# 뢰타
뢰타(독일어: Rötha)는 독일 작센주의 라이프치히 군(郡, de)에 있는 소읍이다. 독립시 라이프치히에서 남쪽으로 약 15km 정도 거리에 위치해 있다.
바로크시대에 가장 유명한 오르간 건축가인 질버만이 이 지역의 교회에 파이프 오르간을 만든 것으로 널리 알려져있다. 1721년 게오르겐 교회, 1722년 마리엔 교회에 각각 제작하였다. 라이프치히에 거주하던 펠릭스 멘델스존은 이 질버만의 오르간을 연주하기 위해 이 곳을 자주 방문하였다.

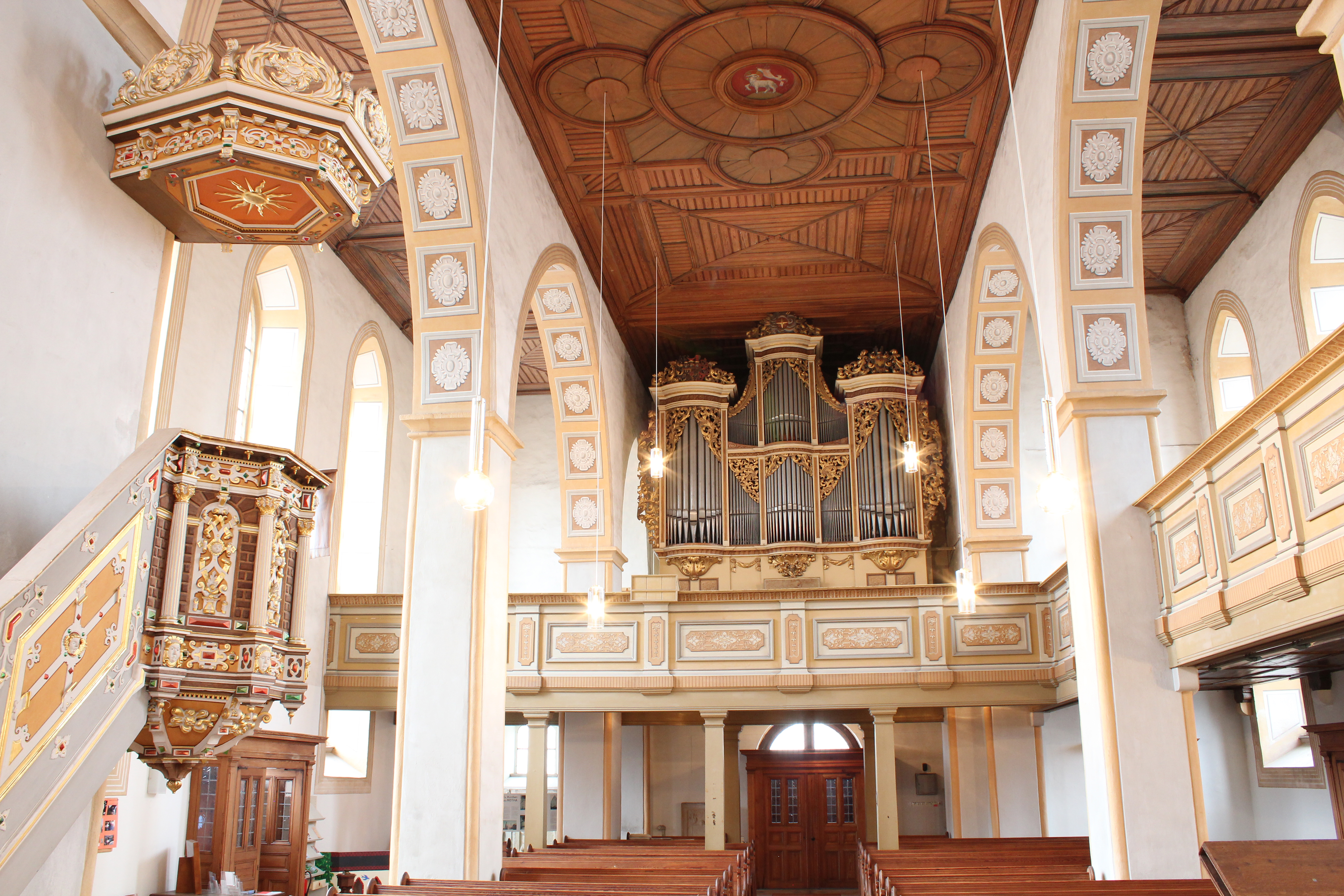
게오르겐교회 질버만오르간